# 김덕기 (1950년)
김덕기(1950년 6월 17일 ~ )는 대한민국의 前 축구 전문 기자다.

## 경력
- 1976년 현대경제일보 체육부 기자
- 1985년 ~ 1997년 스포츠서울 축구부 부장
- 1998년 스포츠서울 축구팀장
- 1999년 베스트일레븐 편집총괄 주간
- 1999년 ~ 2000년 스포츠투데이미디어 편집국 체육부 축구 전문 대기자
- 2004년 ~ 2008년 한국축구연구소 사무총장
- 2013년 ~ 2015년 스포탈코리아 축구 전문 대기자

## 방송 출연

### TV
- 2008년 OBS 《홍원기의 파워토론》 - 패널

### 라디오
- 2007년 PBC FM 《열린세상 오늘! 장성민입니다》 - 전화 인터뷰 출연